# Campionat Sud-americà de futbol de 1935
El Campionat sud-americà de futbol de 1935 fou la tretzena edició del Campionat sud-americà i es disputà a Lima, Perú entre el 6 de gener i el 27 de gener de 1935.
Després de l'edició de 1929 i de la Copa del Món de futbol de 1930, en la que l'Uruguai derrotà l'Argentina 4-2 a la final, es trencaren les relacions entre les dues seleccions. Per aquest motiu, la següent edició del Campionat sud-americà no arribà fins al 1935, que a més serví de classificatori pels Jocs Olímpics de 1936 a Berlín.
Les seleccions que hi prengueren part foren Argentina, Xile, Perú, i Uruguai. Brasil, Bolívia i Paraguai no participaren en la competició.

## Estadis
| Lima              |
| ----------------- |
| Estadio Nacional  |
| Capacitat: 40.000 |
|                   |

## Ronda final
Cada equip jugà tres partits. Es concediren dos (2) punts per guanyar, un (1) punt per empatar i zero (0) punts per una derrota.
| Equip     | PJ | PG | PE | PP | GF | GC | DG | Pts |
| --------- | -- | -- | -- | -- | -- | -- | -- | --- |
| Uruguai   | 3  | 3  | 0  | 0  | 6  | 1  | +5 | 6   |
| Argentina | 3  | 2  | 0  | 1  | 8  | 5  | +3 | 4   |
| Perú      | 3  | 1  | 0  | 2  | 2  | 5  | −3 | 2   |
| Xile      | 3  | 0  | 0  | 3  | 2  | 7  | −5 | 0   |

| Argentina                                             | 4–1 | Xile       |
| ----------------------------------------------------- | --- | ---------- |
| Lauri 28' · Arrieta 49' · García 57' · Masantonio 71' |     | Carmona 8' |

| Uruguai       | 1–0 | Perú |
| ------------- | --- | ---- |
| H. Castro 80' |     |      |

| Uruguai         | 2–1 | Xile        |
| --------------- | --- | ----------- |
| Ciocca 33', 35' |     | Giudice 54' |

| Argentina                             | 4–1 | Perú            |
| ------------------------------------- | --- | --------------- |
| Masantonio 10', 61', 81' · García 50' |     | T. Fernández 2' |

| Perú           | 1–0 | Xile |
| -------------- | --- | ---- |
| Montellanos 5' |     |      |

| Argentina | 0–3 | Uruguai                               |
| --------- | --- | ------------------------------------- |
|           |     | Castro 18' · Taboada 28' · Ciocca 36' |

## Resultat
| Campionat Sud-americà 1935 |
| -------------------------- |
| Uruguai                    |
| Uruguai Setè títol         |

## Golejadors
4 gols
- Herminio Masantonio

3 gols
- Aníbal Ciocca

2 gols
- Diego García
- Héctor Castro

1 gol
- Arturo Arrieta
- Miguel Ángel Lauri
- Arturo Carmona
- Carlos Giudice
- Teodoro Fernández
- Alberto Montellanos
- José Taboada